# 狗枣猕猴桃
狗枣猕猴桃（学名：Actinidia kolomikta）是猕猴桃科猕猴桃属的植物。分布在日本、俄罗斯、朝鲜以及中国大陆的云南、吉林、黑龙江、辽宁、河北、四川等地，生长于海拔1,600米至2,900米的地区，常生长在山地混交林以及杂木林中的开旷地，目前尚未由人工引种栽培。

## 别名
狗枣子（东北），深山木天蓼（江苏植物名录）

## 异名
- Actinidia kolomikta (Maxim. et Rupr.) Maxim. var. shihmienensis C. Y. Chang

## 外部連結
- 狗棗獼猴桃, Gouzaomihoutao （页面存档备份，存于） 藥用植物圖像數據庫 (香港浸會大學中醫藥學院) （繁體中文）（英文）

|  |  |  |